# Descărcare Townsend
În fizica plasmei, descărcarea Townsend este o descărcare electrică în gaze, de tranziție între descărcarea obscură, neautonomă și descărcarea luminescentă, autonomă.
A fost descoperită de John Sealy Townsend între 1897 și 1901.
La acest tip de descărcare electrică, intensitatea curentului este atât de mică, încât deformarea câmpului electrostatic dintre electrozi provocată de sarcina spațială poate fi practic neglijabilă.
Dacă, de pe unitatea de arie a catodului, pleacă într-o secundă no electroni (primari), aceștia vor produce ionizarea atomilor întâlniți eliberând noi electroni (secundari).
Electronii secundari pot produce, la rândul lor, electroni terțiari ș.a.m.d., formându-se astfel o avalanșă (lavină) de electroni ce se îndreaptă spre anod și una de ioni pozitivi ce se îndreaptă spre catod.
Dacă numărul electronilor extrași din catod de către ionii pozitivi ai unei avalanșe (precum și de către fotonii, atomii metastabili, atomii neutri rapizi etc. corespunzători) nu este suficient pentru ca, prin ionizări în volum, să se reproducă numărul de ioni pozitivi, fotoni etc (care să extragă din nou no electroni din catod), după încetarea ionizării exterioare, descărcarea se stinge (descărcare întreținută).
Descărcarea este autonomă (neîntreținută) dacă fiecare avalanșă elctronică va fi urmată de extragerea din catod a unui număr de electroni egal cu cel care a provocat avalanșa.
Această condiție de staționaritate se exprimă prin relația:
{\displaystyle \gamma (e^{\alpha d}-1)=1,}
unde:
- α = numărul mediu de ionizări produse de un electron pe unitatea de parcurs, în direcția câmpului electric (coeficientul de ionizare în volum Townsend);
- γ = numărul mediu de electroni extrași din catod, ca urmare a incidenței unui ion pozitiv, unui foton, unui atom metastabil sau unui atom neutru rapid;
- d = distanța dintre electrozii plan-paraleli ai descărcării.